# Канал-стрит (Нью-Йоркское метро)
Канал-стрит (англ. Canal Street) — это пересадочный узел Нью-Йоркского метро. Главные выходы идут к Бродвею, Сентр-стрит, Лафайетт-стрит и Канал-стрит.
В пересадочный узел входят станции следующих линий:
- линия Бродвея, Би-эм-ти,
- линия Лексингтон-авеню, Ай-ар-ти,
- линия Нассо-стрит, Би-эм-ти.

На станциях пересадочного узла останавливаются маршруты:
- 4 (ночью),
- 6, J, N, Q (круглосуточно),
- <6> (в будни днём в пиковом направлении),
- R (круглосуточно, кроме ночи),
- W (в будни днём и вечером до 23:00),
- Z (в часы пик в пиковом направлении).

Рядом с пересадочным узлом расположен Манхэттенский мост.

## Платформы линии Лексингтон-авеню, Ай-ар-ти
|   |     |     |     |     |   |
| · | · л | · э | · э | · л | · |

|   |     |     |     |     |   |
| · | · л | · э | · э | · л | · |

«Канал-стрит» (англ. Canal Street) — станция Нью-Йоркского метрополитена, расположенная на линии Лексингтон-авеню, Ай-ар-ти.  На станции останавливаются маршруты: 4 (ночью), 6 (круглосуточно) и <6> (в будни днём в пиковом направлении). Станцию проходят без остановки маршруты 4 (круглосуточно, кроме ночи) и 5 (круглосуточно, кроме ночи). Она представлена двумя боковыми платформами, обслуживающими два локальных пути.
Станция была открыта 27 октября 1904 года в составе первой очереди сети Interborough Rapid Transit Company (IRT). В это время поезда ходили от станции City Hall до 145th Street.
- Снимок 1905 года
- Картуш с буквой "C"
- Именная мозаика

## Платформы линии Нассо-стрит, Би-эм-ти
|   |   |   |   |  |   |   |   |
| · | · | · | · |  | · | · | · |

|   |   |   |   |  |   |   |   |
| · | · | · | · |  | · | · | · |

«Канал-стрит» (англ. Canal Street) — станция Нью-Йоркского метрополитена, расположенная на линии Нассо-стрит, Би-эм-ти.  На станции останавливаются маршруты J (круглосуточно) и Z (в часы пик в пиковом направлении). Первоначально станция была стандартной экспресс-станцией с двумя островными платформами и четырьмя путями. Вместе с закрытием эстакадных линий в Манхэттене и резким упадком пассажиропотока на линии в целом, экспресс-сообщение было ликвидировано. С октября 2004 года все поезда на север стали прибывать на бывший экспресс-путь южного направления, таким образом используя только одну островную платформу. Бывшая островная платформа северного направления с тех пор не используется.
Станция открылась 4 августа 1913 года как часть развития сети Brooklyn—Manhattan Transit Corporation (BMT) в Манхэттене. Южнее станции, по направлению от Чеймберс-стрит, отходят пути в сторону Манхэттенского моста, которые по первоначальному плану должны были соединиться с веткой линии Бродвея. Но пути не соединяются, а прерываются перед выходом из туннеля на мост.

## Платформы линии Бродвея, Би-эм-ти
| Верхняя станция (через тоннель) |

|   |       |   |   |       |   |
| · | R · W | · | · | R · W | · |

|   |       |   |   |       |   |
| · | R · W | · | · | R · W | · |

| Нижняя станция (через мост) |

|       |
| N · Q |
| N · Q |
|       |

|       |
| N · Q |
| N · Q |
|       |

«Канал-стрит» (англ. Canal Street) — две станции Нью-Йоркского метрополитена, расположенные на двух ветках линии Бродвея, Би-эм-ти. Одна из станций расположена на ветке, продолжающейся в Бруклин через тоннель Монтегью-стрит под проливом Ист-Ривер, а другая — через Манхэттенский мост над ним же.
- На станции на ветке через тоннель  останавливаются маршруты: N (ночью), R (круглосуточно, кроме ночи) и W (в будни днём и вечером до 23:00).
- На станции на ветке через мост  останавливаются маршруты N (круглосуточно, кроме ночи) и Q (круглосуточно).

Севернее этого места две ветки, на которых расположены эти две станции, объединяются в четырёхпутную линию Бродвея. От этих двух станций и южнее каждая ветка идёт в Бруклин по отдельности: та, в которую переходят экспресс-пути, поворачивает на восток и поднимается на Манхэттенский мост, используя его южные пути; та же, в которую переходят локальные пути, продолжается на юг в Нижний Манхэттен и приходит в Бруклин через тоннель Монтегью-стрит. Та станция, которая на ветке, идущей через мост, перпендикулярна всем остальным станциям пересадочного узла, расположена под ними и служит переходом между ними всеми.
Эта пара станций — один из всего двух случаев во всём Нью-Йоркском метрополитене, когда две станции находятся на разных ветках одной линии и связаны между собой переходом. Другой такой парой являются две станции Чеймберс-стрит — Всемирный торговый центр на линии Восьмой авеню.
Каждая из двух станций состоит из двух боковых платформ. Обе станции обслуживают только по два пути, однако на верхней станции имеются внутренние пути (внешние используются локальными поездами), которые заканчиваются тупиками прямо посреди этой станции, начинаясь на неиспользуемом нижнем уровне станции Сити-холл: они были построены в рамках плана, согласно которому экспрессы должны были курсировать в сторону тоннеля, проезжая через станцию Сити-Холл по нижнему уровню, в то время как для локальных поездов, прибывающих на её верхний уровень, эта станция должна была стать конечной. План реализован не был, и эти пути никогда не использовались для маршрутного движения поездов.
Нижняя станция открылась 4 сентября 1917 года, а верхняя 5 января 1918 года, как часть развития сети Brooklyn—Manhattan Transit Corporation (BMT) в Манхэттене. Обе станции украшены керамическими узорами художника Бинг Ли в китайском стиле (поскольку этот пересадочный узел расположен в Чайна-тауне), посвящёнными прибытию в Нью-Йорк в конце XVIII века корабля с товарами из Китая.
- Название станции на английском языке и слово Чайна-таун на китайском
- Мозаика
- Стена с пиктограммами по мотивам китайских иероглифов в переходе между станциями

## Соседние станции
| Условные обозначения |
| для дней и часов работы маршрутов (более точно указано во всплывающих подсказках при этих обозначениях): |
| --- |
| круглосуточно круглосуточно, кроме ночи круглосуточно, кроме будней днём (либо часов пик) в пиковом направлении в будни днём (и, возможно, вечером) в будни круглосуточно в часы пик в будни днём (либо в часы пик) в пиковом направлении в будни днём (либо в часы пик) в направлении, обратном пиковому в выходные ночью ночью и в выходные (и, возможно, вечером) нет движения поездов |

| Предыдущая станция                                     | ЛинияНазвание станции                        | Следующая станция                                                                    |
| ------------------------------------------------------ | -------------------------------------------- | ------------------------------------------------------------------------------------ |
| Спринг-стрит · (4 6 <6>)                               | линия Лексингтон-авеню, Ай-ар-ти Канал-стрит | Бруклинский мост — Сити-холл · (4 6 <6>) · Уэрт-стрит · (закрыта)                    |
| Бауэри · (J Z)                                         | линия Нассо-стрит, Би-эм-ти Канал-стрит      | Чеймберс-стрит · (J Z)                                                               |
| Принс-стрит · (N R W)                                  | линия Бродвея, Би-эм-ти Канал-стрит          | Сити-холл · (N R W)                                                                  |
| 14-я улица — Юнион-сквер · (N Q) · Принс-стрит · (N Q) | линия Бродвея, Би-эм-ти Канал-стрит          | Атлантик-авеню — Барклайс-центр · (N) · Декалб-авеню · (Q) · Мертл-авеню · (закрыта) |